# Marie z Montpellieru
Marie z Montpellieru (okcitánsky Maria de Montpelhièr, 1182/1183 ? – 18. dubna 1213, Řím) byla krátce aragonskou královnou.

## Život
Marie se narodila jako dcera Viléma z Montpellieru a Eudokie, neteře byzantského císaře Manuela. Jako prvorozená měla dědické právo na otcův majetek a celý svůj život strávila prosazováním svého nároku proti nevlastnímu bratrovi.
Poprvé byla jako holčička provdána za postaršího pána Marseille a již roku 1192 ovdověla. O pět let později se v prosinci 1197 v Montpellieru stala třetí manželkou hraběte Bernarda z Comminges a byla přinucena podepsat, že se vzdává svých práv na panství Montpellier. V manželství se narodily dvě dcery a roku 1201 následoval kvůli manželově bigamii rozvod. Marie se potřetí provdala 15. června 1204 za aragonského krále Petra. V této době také konečně získala kontrolu nad svým dědictvím. Králi porodila dceru Sanchu, která záhy zemřela a syna Jakuba a král přestal mít o manželství zájem. Zatoužil se oženit s jeruzalémskou královnou Marií z Montferratu a požádal o anulaci manželství.
Marie se odhodlala k cestě do Říma, kde chtěla ovlivnit výsledek rozhodnutí Svaté stolice. Papež Inocenc III., jehož byl Petr věrným stoupencem, v tomto případě nelenil a po několika letech zkoumání roku 1212 potvrdil kanonickou existenci manželství.
Roku 1209 Marie ve své první závěti ustanovila templářský řád opatrovníkem jediného syna a druhou závěť sepsala již nemocná krátce před svou smrtí v Itálii roku 1213. Zde jmenovala i obě dcery s hrabětem z Comminges. Montpellier a Aragonii po matčině i otcově smrti u Muretu zdědil Jakub.